# Резолюция Коминтерна по македонскому вопросу

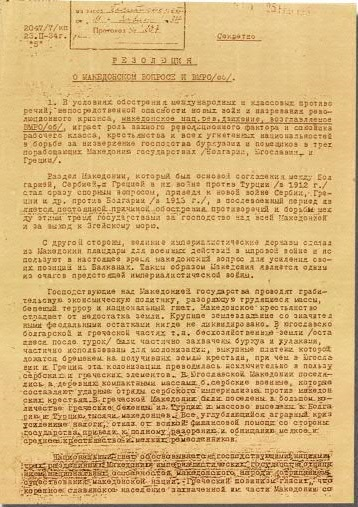
Первая страница Постановления. Документ имеет отметку «секретно».

Постановление Коминтерна от 11 января 1934 года стало официальным политическим документом, в котором впервые авторитетная международная организация признала существование отдельной македонской нации и македонского языка.

## Предыстория
В то время было немного историков, этнографов или лингвистов, которые утверждали, что существует отдельная македонская нация и язык, которых болгарские интеллектуалы и революционеры родом из Македонии считали сербскими агентами, стремящимися к расколу болгарской нации в целях продвижения геополитических интересов Сербии. В начале XX века среди большинства славян в регионе Македонии сосуществовали проболгарские этнические настроения и региональная македонская идентичность. Раздел Османской Македонии между балканскими национальными государствами после завершения Балканских войн (1912–1913) и Первой мировой войны (1914–1918) оставил территорию, разделённую в основном между Грецией и Сербией (позже Югославией). В результате часть славянских жителей региона эмигрировала в болгарскую Пиринскую Македонию. Под контролем сербов в Вардарской Македонии местные жители столкнулись с политикой насильственной сербизации. Греческие правительства также начали провозглашать политику преследования использования славянских диалектов как в публичном, так и в частном порядке, а также любых выражений этнической принадлежности. В 1919 и 1927 годах были подписаны соглашения об обмене населением, и основная часть славяноязычного населения Греции уехала в Болгарию. Таким образом, болгарская община на большей части территории начала сокращаться либо за счет обмена населением, либо за счет изменения своей этнической идентичности.

## Резолюция
В июне 1931 года секретарь Исполкома Коминтерна Отто Куусинен в своем отчете по национальному вопросу Исполнительному комитету высказал предположение, что главной слабостью Коминтерна является недостаточная оценка национальных вопросов. Куусинен призвал обсудить национальный вопрос, чтобы разработать новую национальную программу для каждой из сторон. Между тем, балканским коммунистическим партиям была дана директива о постепенном отказе от лозунга Балканской федерации, выдвигая на первый план «право отдельных народов на самоопределение на полное отделение». Причиной этого политического поворота стал рост нацизма в Германии. Так, в 1932 году члены Коминтерна, спонсируемые ВМРО(о), впервые поставили вопрос о признании отдельной македонской нации. Этот вопрос обсуждался между ними, однако произошел раскол, когда Васил Хаджикимов и его группа отказались согласиться с тем, что македонцы — это отдельный народ от болгар. Тем не менее, высшие учреждения Коминтерна были проинформированы об этом от Дино Кесева, который читал в Москве в 1933 году лекцию о самобытном македонском национальном самосознании.
В результате осенью 1933 года Димитр Влахов — лидер ВМРО(о) и бывший болгарский дипломат был вызван в Москву и принял участие в ряде встреч. На одном из них Исполнительный комитет приказал руководящим кадрам Балканского секретариата — поляку Валецкому и чеху Шмералю, подготовить специальное постановление по этому вопросу. Поскольку они понятия не имели об этой проблеме, с помощью Влахова решение ещё не было подготовлено. Влахов утверждает, что до созыва консультации у руководства уже была позиция, согласно которой македонский народ существует. Итак, 11 января 1934 года Политический секретариат Исполнительного комитета Коминтерна принял окончательное решение по македонскому вопросу о существовании македонской нации. В основе новой концепции лежало общее мнение о том, что регион Македонии является одним из центров будущей империалистической войны, и поэтому Коминтерн ищет возможность ослабить противоречия между странами, которые им владеют. Это решение Коминтерна было признанием отдельной македонской нации. По словам Влахова, именно это и произошло в Москве в 1934 году:

«Ранее я упоминал, что сам Коминтерн хотел, чтобы македонский вопрос был рассмотрен на одной из консультаций его исполнительного комитета. Однажды мне сообщили, что консультация будет проведена. Так оно и было. Перед созывом консультации внутреннее руководство комитета уже выработало свою позицию, включая вопрос о македонской нации, и поручило Балканскому секретариату подготовить проект соответствующей резолюции ... В резолюции, которую мы опубликовали в Makedonsko Delo в 1934 году, был сделан вывод, что существует македонская нация».— 
Он также упомянул, что резолюцию враждебно восприняли как члены Болгарской коммунистической партии, так и члены ВМРО(о), проживающие в Москве, из-за чего среди присутствовавших на собрании, на котором была принята резолюция, были выражены опасения, что это приведет к тому, что многие левые македонские революционеры присоединятся к антикоммунистической ВМРО Ивана Михайлова. Сам Влахов был членом обеих организаций и советским шпионом, который до тех пор называл себя болгарином. Он принял решение без какой-либо личной реакции или существенных комментариев, что подтверждает, что он действовал фактически как коммунистический агент. Однако в Постановлении ни разу не упоминался неэффективный Влахов как лидер ВМРО(о). Постановление было впервые опубликовано в апрельском номере журнала ВМРО(о) «Македонско Дело». Следуя решению Коминтерна, ИМРО (Единая) взяла в качестве своего лозунга «право македонского народа на самоопределение до отделения» и образование «Македонской республики трудящихся масс». Несмотря на то, что формально это была резолюция ВМРО(о), это был документ, принятый Коминтерном, который сразу же был опубликован во всех рупорах этого международного коммунистического центра. Впоследствии господствующее болгарское общественное мнение утверждало, что Коминтерн является «изобретателем» идеи о существовании отдельной македонской нации.

## Значимость
До Второй мировой войны эти взгляды на македонский вопрос не имели практического значения. Во время неё македонские идеи получили дальнейшее развитие у югославских партизан, хотя некоторые исследователи сомневаются, что даже в то время македонские славяне считали себя отдельной от болгар национальностью, в пользу каких подозрений говорит отчет активиста албанской националистической организации Бали Комбетар из Струги Сулеймана Хусейни от 22 ноября 1943 года, в котором он высказывает свои подозрения в том, что усиление партизанского движения в Западной Македонии после капитуляции Италии в Сентябрь того же года был вызван тайно Болгарией, желая создать повод для аннексии территории, чтобы защитить свое население болгарским самосознанием и что в связи с решением югославских коммунистов после войны сделать Македонию отдельной федеральной единицей, главнокомандующий Югославская армия на родине генерал Дража Михайлович сказал в своей речи в конце 1943 года, что существует вероятность того, что Тито отдал бы болгарам эту территорию, которую генерал назвал «Южной Сербией». Отдельный македонский язык также был кодифицирован в 1945 году. После того, как Красная Армия вошла на Балканы в конце 1944 года, коммунистические партии пришли к власти в Болгарии и Югославии, и их политика по македонскому вопросу была направлена на Резолюцию о поддержке развития самобытной этнической македонской идентичности.